# Frits Bernard
Frits Bernard (Rotterdam, 28 de agosto de 1920 - 23 de maio de 2006) foi um psicólogo, sexólogo, ativista pelos direitos dos homossexuais e pioneiro do movimento pedófilo nos Países Baixos. Especialista em pedofilia, publicou inúmeros trabalhos científicos sobre o assunto. Na década de 1950 fundou o Enclave Kring, grupo dedicado ao estudo científico da pedofilia que é considerado como a primeira associação do ativismo pedófilo. Foi um membro destacado da Associação para o Progresso da Investigação Científico-Social da Sexualidade.

## Biografia
Apesar de ter nascido nos Países Baixos com 7 anos muda-se para a Catalunha, onde estuda na Escola Internacional de Barcelona. Aprende catalão, alemão, espanhol, francês e inglês. Pouco antes da Segunda Guerra Mundial volta para os Países Baixos. Estuda psicologia na Universidade de Amsterdão e faz o doutoramento na Universidade Radboud de Nimegue, com Theo Rutten. Nessa época conhece o escritor e poeta John Hanlo.
Nos anos cinquenta junta-se ao Cultuur en Ontspannings-Centrum (COC), a associação de defesa dos homossexuais mais importante dos Países Baixos, e escreve, sob o pseudônimo de Victor Servatius, para Vriendshap [Amizade], o boletim da associação, um grande número de artigos, a partir de uma perspectiva científica, sobre homossexualidade e, pela primeira vez, sobre pedofilia. Nestes anos funda o Enclvae Kring, considerada a primeira associação do ativismo pedófilo, com ramificações internacionais. Em 1960 publica dois romances sobre pedofilia, Costa Brava e Vervolgde Minderheid [Minoria perseguida], e publica um boletim informativo sobre o assunto. Também organiza palestras e fornece apoio psicológico aos pedófilos.
Em 1964 uma mudança na redação do Vriendschap o impediu de continuar trabalhando com o COC. No final dos anos sessenta ele acha na Sociedade Neerlandesa pela Reforma Sexual (NVSH) um terreno favorável para os seus estudos. Em 1972 publica, em colaboração com Edward Brongersma, Sengers Wijnand, Peter van Eeten e Ids Haagsma, o livro Sex met Kinderen [Sexo com crianças], o primeiro estudo abrangente sobre a pedofilia, editado pela NVSH. Este trabalho prepararia as bases para o movimento ativista pedófilo dos anos setenta na Europa Ocidental.
Desde 1958 foi amigo do político e jurista Edward Brongersma, outro dos pioneiros do ativismo pedófilo. Ambos trabalharam juntos no início do movimento pedófilo, mas em 1975 rompem relações a causa de disputas ideológicas.
Nos anos setenta o ativismo pedófilo iniciado por Bernard, bem como os princípios da sua investigação científica, experimentam alguns progressos no debate sobre a pedofilia nos Países Baixos e no resto da Europa e dos Estados Unidos. No entanto, o movimento começa a retroceder a partir dos anos oitenta. Bernard se aposenta em 1985, mas continua a publicar artigos sobre pedofilia e outros temas relacionados com a sexualidade até a sua morte, em 2006.
Em 1987 aparece como convidado especial no programa de Phil Donahue ao vivo pela NBC, The Phil Donahue Show (transmitido por 250 estações de televisão nos EUA e o Canadá) e defende abertamente a pedofilia e o ativismo pedófilo por uma hora sem interrupção, com o apoio de um jovem de 23 anos que teve relações sexuais com adultos durante a infância. Este facto é muito importante, já que 1987 é uma data na qual o ativismo pedófilo enfrentava já uma hostilidade social cada vez maior em comparação com a sua situação na década dos setenta.
Frits Bernard argumentava que a maioria dos estudos sobre os pedófilos são realizados em condições degradantes para eles (prisões, hospitais psiquiátricos) e que apenas se incide na parte negativa da pedofilia (abuso sexual infantil). Outra das objeções de Bernard é que nunca se pergunta às crianças sobre os seus sentimentos reais sobre os pedófilos mas depois de um grande escándalo que as condiciona para responderem negativamente sobre a sua experiência. Bernard assinalava as intervenções do estado (interrogatórios policiais, exames psiquiátricos, detenção e separação do parceiro adulto, julgamentos) nas interações adulto-criança como a causa real de traumas psicológicos nas crianças. Em 1988 afirmou que até aquele momento ele próprio, como psicólogo e como testemunha experta autorizada em diversos litígios, tinha analisado "mais de uma centena de adultos pedófilos e cerca de trezentas crianças e adolescentes que tiveram contatos [sexuais] com adultos".